# Mateo Inurria
Mateo Inurria Lainosa (Córdoba, 24 de marzo de 1867-Madrid, 21 de febrero de 1924) fue un escultor español.

## Biografía
Nace en 1869 en Córdoba, ciudad en la que se educa y desarrolla gran parte de su actividad como escultor, profesor, restaurador y decorador. Hasta 1883 asiste a los cursos de la Escuela Provincial de Bellas Artes, donde también recibieron formación artística notables creadores durante el último cuarto del siglo XIX: Lorenzo Coullaut Valera, Rafael García Guijo, y los hermanos Romero de Torres, Rafael y Julio. Entre 1883 y 1885 cursa estudios en la Escuela Especial de Pintura, Escultura y Grabado de Madrid. Debido a sus progresos en el aprendizaje académico, la Diputación Provincial de Córdoba le concede una pensión para continuar sus estudios en Madrid hasta 1890, año en que Inurria presenta en la Exposición Nacional de Bellas Artes su obra «Un náufrago», de tal verismo que la mala fe de algunos miembros del jurado lo tachan de vaciado del natural.

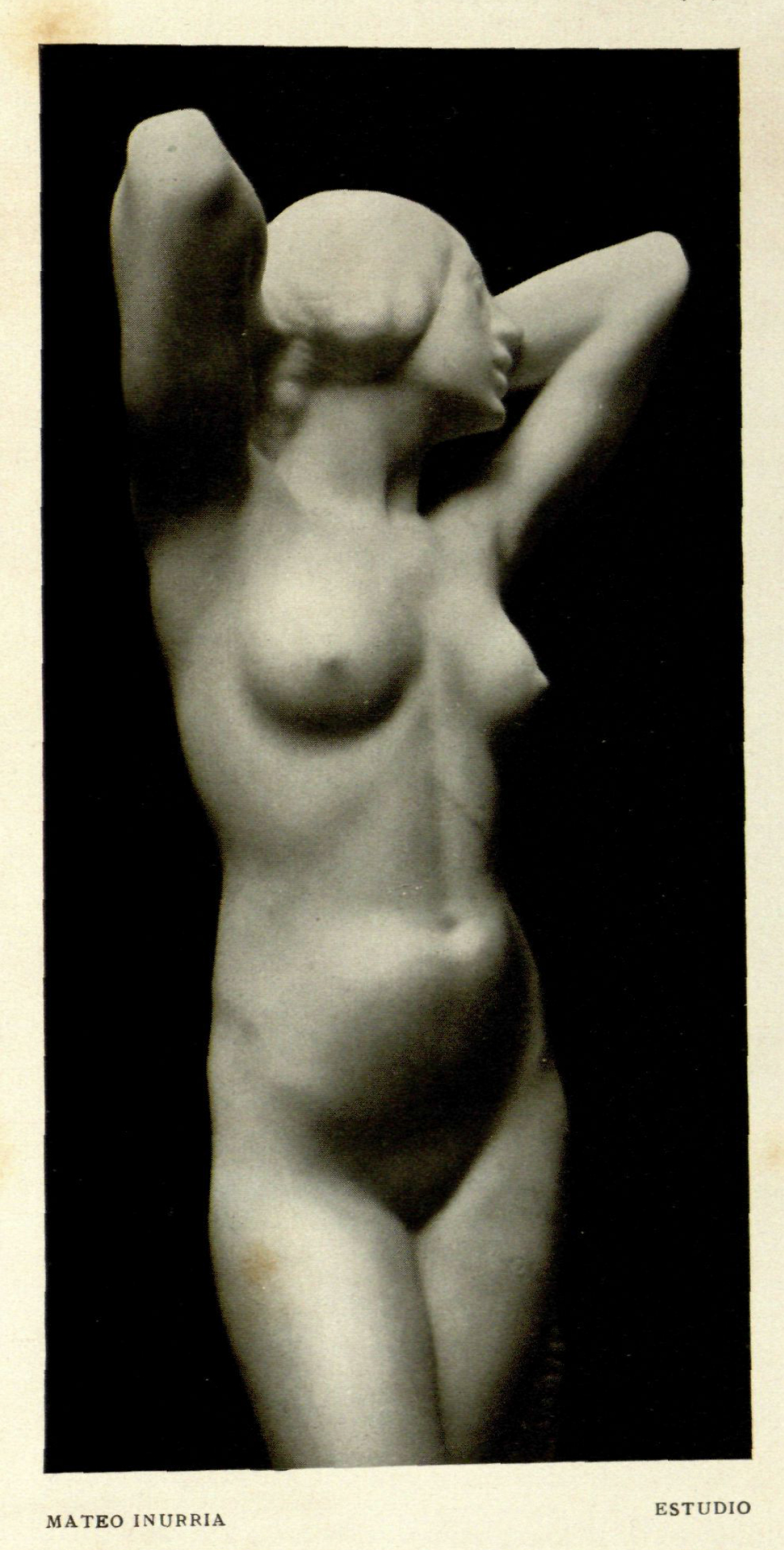
Estudio

Entre 1891 y 1901, Inurria vive inmerso en un ambiente provinciano, poco abierto a la crítica y al público, e inicia su labor como restaurador y profesor. Su escultura supera las restricciones del academicismo y tiende hacia un naturalismo sobrio, de expresión sencilla y carente de detalles anecdóticos, en el que ya se advierte la tendencia a idealizar sus modelos que impregnará su obra de madurez. Inurria se considera a sí mismo un autodidacto, llegando a afirmar: «No he tenido maestro, me he hecho solo». Trabaja la escultura religiosa y conmemorativa, y durante toda su carrera, en Córdoba y en Madrid, recibe abundantes encargos monumentales para homenajear a celebridades de la vida local y nacional, que no siempre llegan a erigirse. También, en esta época, vivió temporalmente en Roma donde coincidió con otros artistas de su generación como el también cordobés Rafael Romero de Torres y con el artista burgalés Marceliano Santa María.

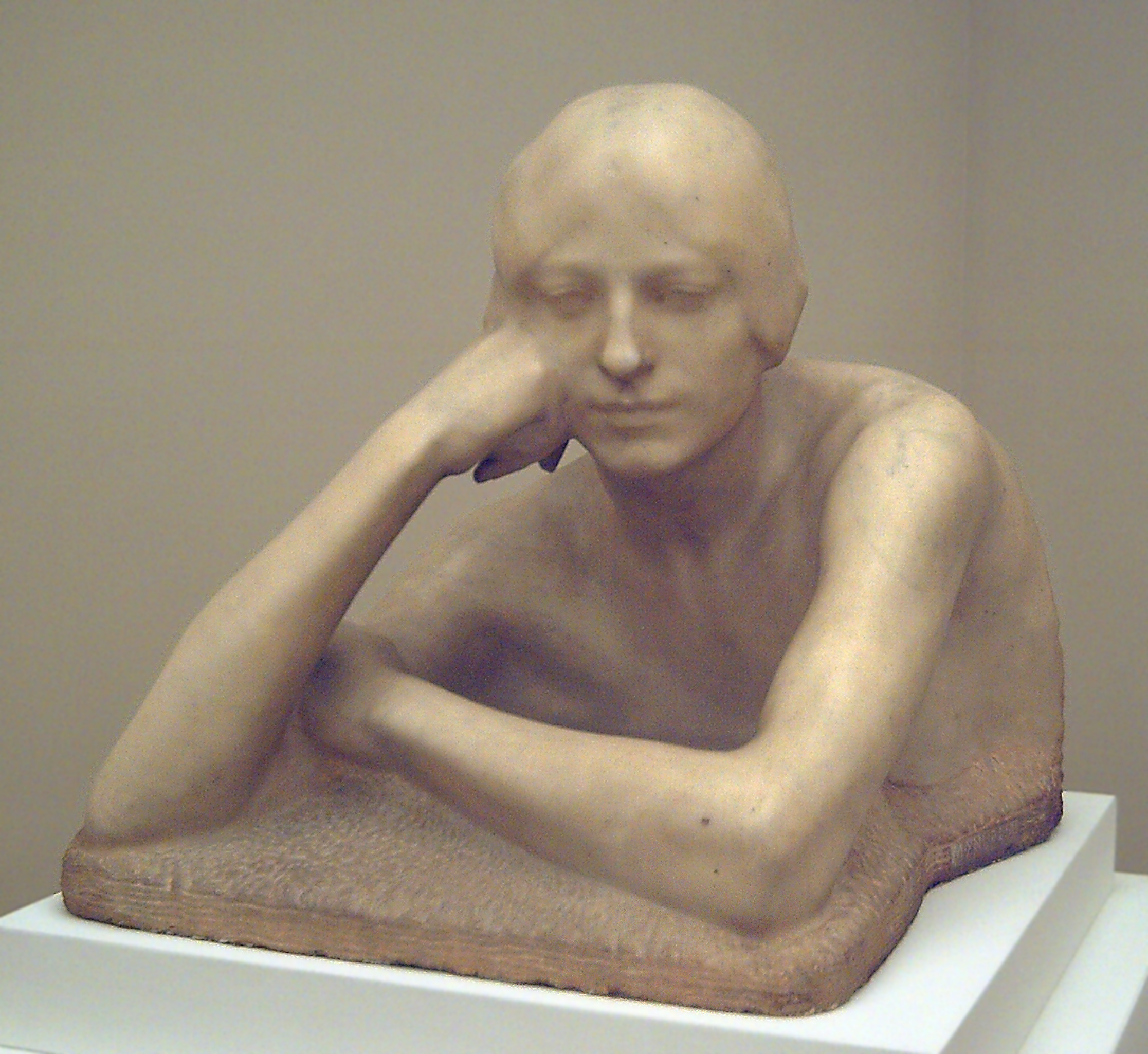
Ensueño (1922, R.A.B.A.S.F., Madrid), obra de madurez de Inurria.

Su vocación docente tiene para él una gran significación. Cree firmemente que mediante la enseñanza se puede contribuir a la mejora del individuo y de la sociedad, económica, industrial y artísticamente. Ejerce como catedrático de Modelado de la Figura y Dibujo del Antiguo en la Escuela Municipal de Artes y Oficios de Córdoba, y en 1901 es nombrado director de la Escuela Superior de Artes Industriales de Córdoba, con atribuciones para programar los estudios de Platería, Guadamecilería, Herrería, Carpintería, Cantería y Cerámica en escuelas-taller. Realiza alguna obra en la línea de denuncia social que triunfa a finales de siglo, como La mina de carbón, y diseños y decoraciones de influencia modernista para la biblioteca del Círculo de la Amistad, Liceo Artístico y Literario de Córdoba, donde ingresa en 1900.
En 1905 el escultor Rodin llega a España acompañado de su íntimo amigo Ignacio Zuloaga. Inurria tiene la ocasión de conocerle y de ser su cicerone en su visita a Córdoba. Desde esta época, Inurria participa periódicamente en los jurados de la sección de escultura de las Exposiciones Nacionales de Bellas Artes de Madrid.

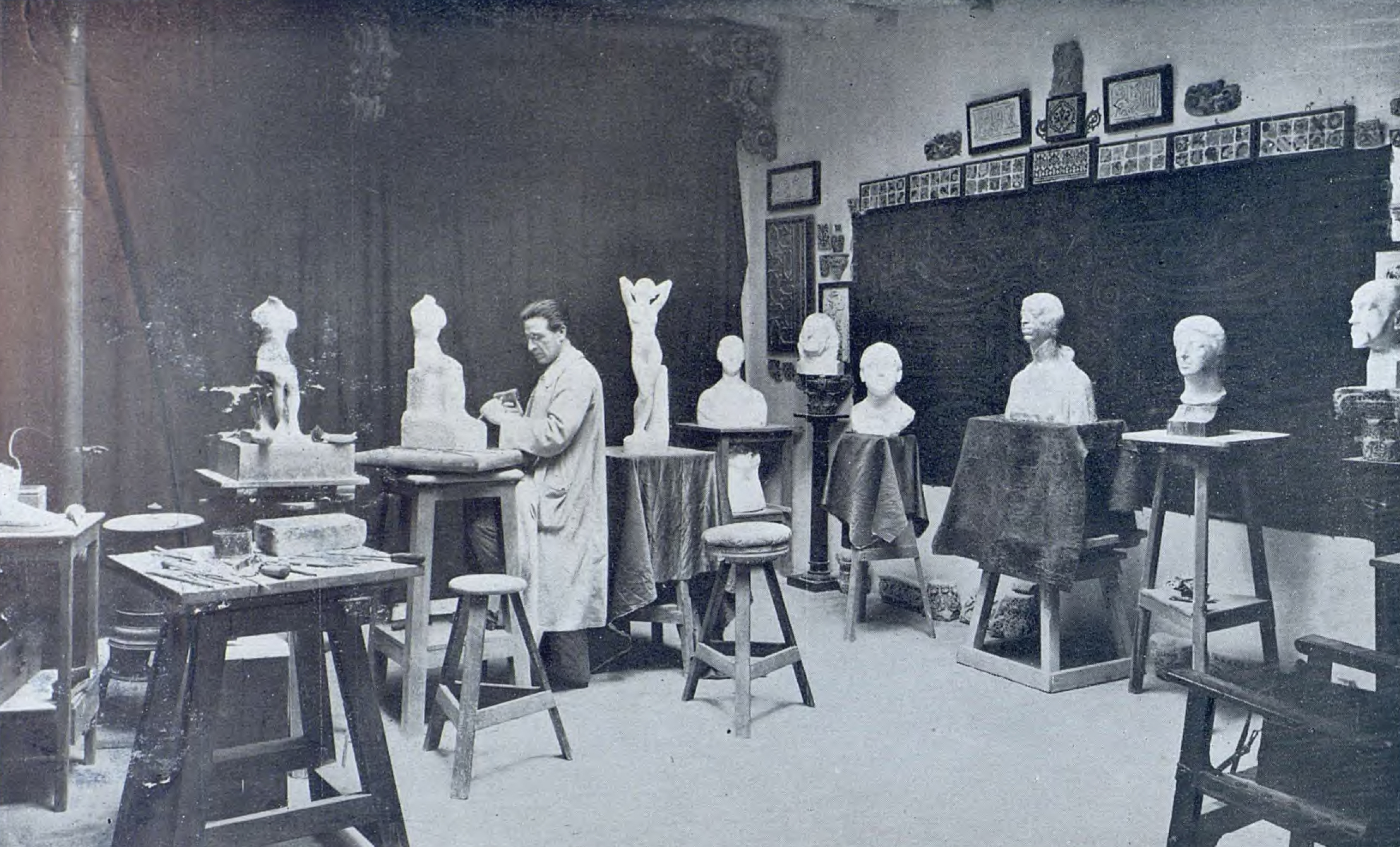
Inurria trabajando en su estudio (La Esfera, 1914)

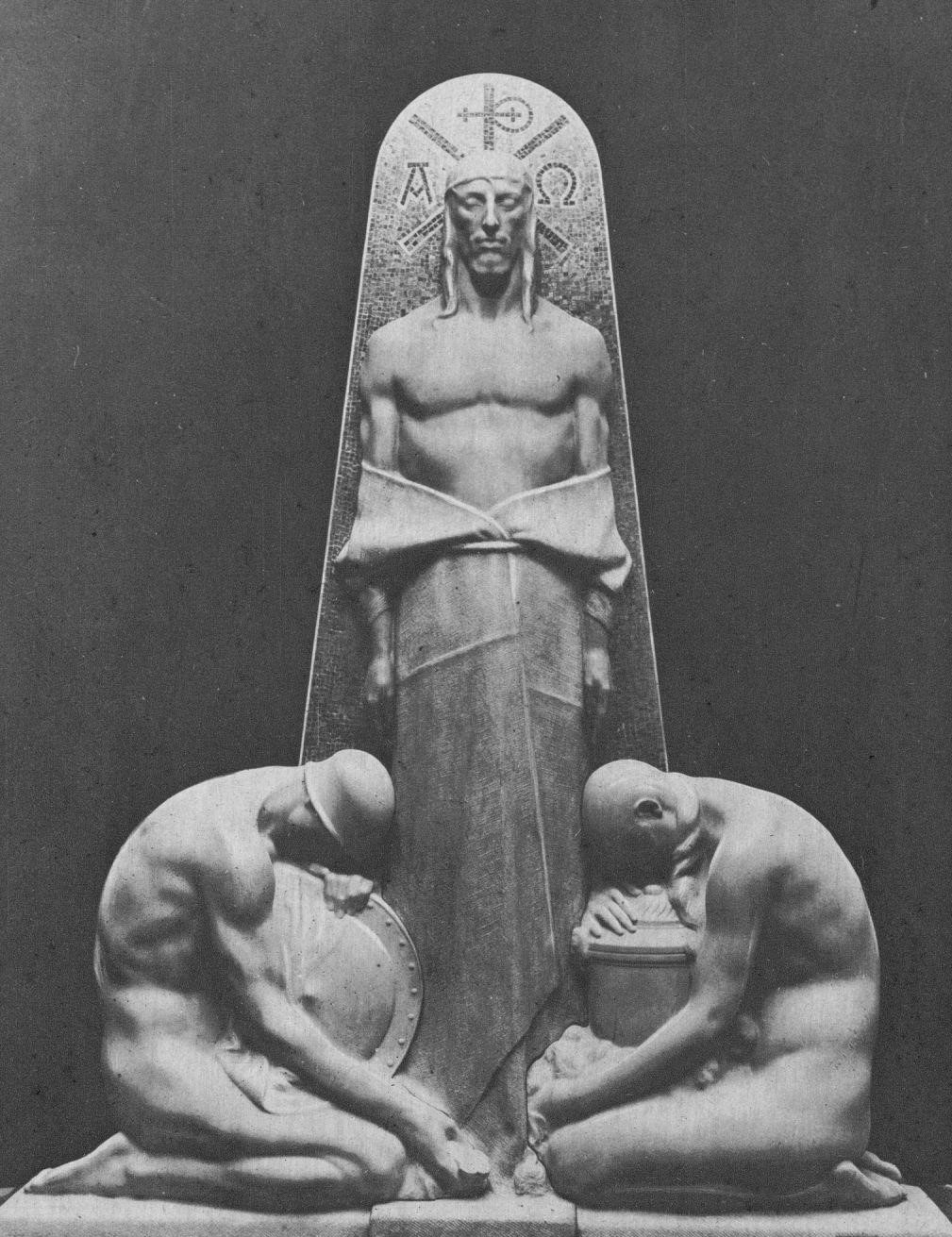
Cristo Redentor

En 1911, Inurria es nombrado profesor de término de Modelado y Vaciado en la Escuela de Artes y Oficios de Madrid, iniciando una nueva etapa en la que su dedicación a la escultura es más intensa. El hecho de residir en Madrid le facilita un mayor contacto con el mundo cultural y artístico, así como un mayor reconocimiento de su obra. Se concentra cada vez más en su tema preferido: el desnudo femenino, como materialización de un ideal estético en el que se funden la perfección formal, un naturalismo idealizado y sobrio, la sensualidad y el erotismo. Ejemplos de ello son «Ídolo eterno», «Deseo», «La parra» y «Forma», estas dos últimas pertenecientes actualmente a la colección del Museo Nacional Centro de Arte Reina Sofía.
Obtiene una Medalla de Honor en la Exposición Nacional de Bellas Artes de 1920, y dos años después ingresa en la Real Academia de Bellas Artes de San Fernando. Falleció el 21 de febrero de 1924 en Chamartín de la Rosa y fue enterrado en el cementerio de la Almudena.

## Exposiciones
- 1890. Exposición Nacional de Bellas Artes
- 1895. Exposición Nacional de Bellas Artes
- 1899. Exposición Nacional de Bellas Artes
- 1915. Exposición Internacional de Panamá
- 1919. Exposición Hispano-Francesa, Zaragoza
- 1920. Exposición Nacional de Bellas Artes

## Premios y distinciones
- 1895. Medalla de Segunda Clase en la Exposición Nacional de Bellas Artes
- 1899. Medalla de Primera Clase en la Exposición Nacional de Bellas Artes
- 1915. Medalla de Oro en la Exposición Internacional de Panamá
- 1919. Diploma de Honor en la Exposición Hispano-Francesa celebrada en Zaragoza
- 1920. Medalla de Honor en la Exposición Nacional de Bellas Artes

## Obras públicas

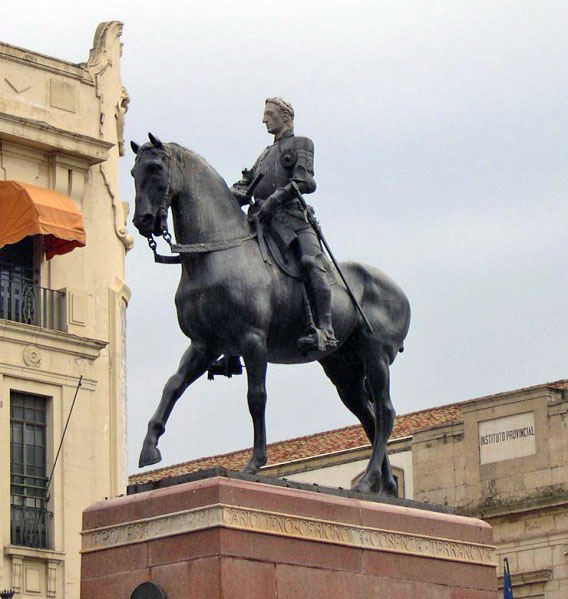
Monumento al Gran Capitán (1923, Córdoba).

- «Ángel orante», para el cementerio de Montoro, actualmente en el museo de esta ciudad.
- «Monumento a Lope de Vega», 1902, Madrid.
- Grupo representativo de La Marina para el «Monumento a Alfonso XII», 1905, Madrid.
- Busto y lápida al poeta Manuel Reina, 1906, Puente Genil, Córdoba.
- «Monumento a Eduardo Rosales», 1922, paseo del Pintor Rosales, Madrid.
- "Busto de Don Luis Ramírez Galuzo", 1922, en los jardines del Ayuntamiento de La Línea de la Concepción.
- «Monumento al Gran Capitán», 1923, Córdoba.